# Rabl Károly
Rabl Károly (Frain,  1746. február 3. – Gyöngyös, 1828. április 16.) építőmester, számtalan templom, híd és neves középületek tervezője, építésének vagy átépítésének az irányítója. Az Egri Érsekség, a Jászkun Kerület területei és Gyöngyös város egyik legrangosabb, legtöbbet foglalkoztató építőmestere volt.

## Élete
Rabl Károly. 1746-ban született a dél-morvaországi Frainben. Feltehetően az apja kőfaragó és építőmester volt.
A tanulóéveiről nincs érdemleges forrás dokumentum valószínű, hogy Morvaországban töltötte inaséveit. A szakmát Jung József építőmester mellett tanulta ki. 1774 és 1780 között tanonckodott a neves mester műhelyében.
Pallérságának egyik legjelentősebb munkája Jászberényben a főtemplom 1772. évi földrengés után károk helyreállítása volt, amely munkálatok Jung mester irányításával zajlott.
Gyöngyösön telepedett le, így első neves munkája az Almásy ház építése volt. Az épületet 1784-ben tervei alapján építette a korábbi épület felhasználásával. A barokk stílusban épített palotát mindenki Szent Korona házként ismeri, mivel a napóleoni háborúk (1806-1809) közötti időkben, többször is őrizték itt a koronát. 1932-ben az épületet a római katolikus egyházközség vásárolta meg. 1945 óta itt működik a plébánia.
A Debreceni Református nagytemplom építkezésében 1808-tól Rabl Károly mint kivitelező mester vett részt, az építkezés  Péchy Mihály tervei alapján készült. Miután Péchy eredeti terveit maradéktalanul nem tudták megvalósítani, így a két torony közötti üres hely kitöltésére a timpanon mögötti díszes frontgaléria Rabl tervei alapján épült meg.
Az 1780-tól haláláig – közel 50 év alatt- felépített 19 hidat, több mint 10 templomot tervezett és épített meg vagy építőmesterként irányította a munkát, számos neves épületnél építőmesterként dolgozott a már meglévő épületek átépítésénél. Rabl munkái között a templomok mind számosságában mind minőségében a legjelentősebbek. Különösen nagy részt vállalt a református templom építési mozgalomban, amelyet nagyban segített II. József magyar király 1781-ben hozott türelmi rendelete.
Rabl mester több mint 50 éves építőmesteri és tervező munkája során saját stílust alkotott, amelyet nevezhetünk egy klasszicizáló késő barokknak, amely erős helyi ízeket is magába olvasztott.
Élete vége felé már közel 20 segédet foglalkoztatott és szülővárosa egyik legtekintélyesebb polgárának számított. A mellette dolgozó segédek a szakma fogásai mellett az akkori kor modern vállalkozó szemléletét is megtanulhatták.
Az 1788-ban Gyöngyösön anyakönyvezett fia ifj. Rabl Károly folytatta apja vállalkozását.

## Főbb művei

### Templomok
- 1771	Gyöngyöshalászi Szent Anna katolikus templom
- 1788	Kisújszállási református templom
- 1789	Törökszentmiklósi református templom
- 1790	Szeged Kálvária Szent-Kereszt kápolna
- 1791	Kunszentmiklósi református templom
- 1793	Jászalsószentgyörgyi katolikus templom
- 1798	Karcagi Görögkeleti ortodox templom
- 1805	Jászapáti katolikus templom bővítésének tervrajza
- 1808	Debreceni Református nagytemplom (csak a végső munkákat befejező építőmester volt)
- 1808	Miskolci Belvárosi templom
- 1809	Kiskunmajsai katolikus templom átépítése
- 1816	Besenyőtelek római kat. templom
- 1820	Gyöngyösi zsinagóga
- 1825	Abasári templom bővítése
- 1826	Kecskeméti Árpád-házi Szent Erzsébet templom
- 1828	Szűcsi római katolikus templom (egyik utolsó munkája)

### Hidak
- 1784	Gyöngyösi nagy híd
- 1786	Hort kőhíd
- 1795	Nagypataki híd
- 1798	Tarnaörsi híd
- 1801	Pásztói Zagyva kőhíd
- 1801	Adácsi Janda kőhíd
- 1802	Mezőtárkányi híd
- 1804	Kápolnai híd
- 1804	Gyöngyöshalászi híd
- 1805	Tari kőhíd
- 1805	Kisrédei kőhíd
- 1805	Egri kőhíd
- 1806	Jászberényi Kőhíd
- 1807	Gyöngyös-Horti híd
- 1807	Csányi Szarvágy-híd
- 1807	Sárvízi kőhíd

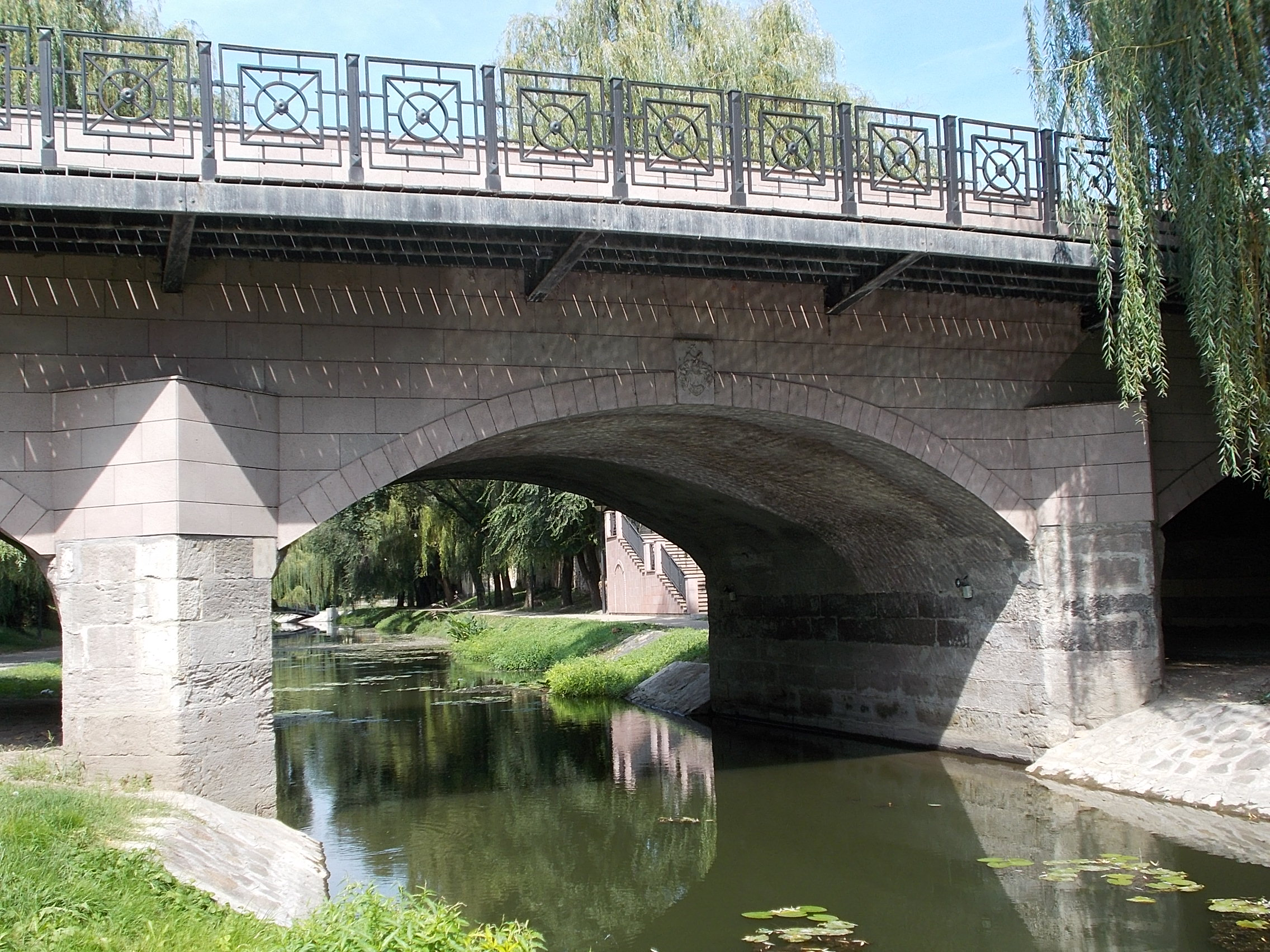
Jászberényi Kőhíd (1806)

- 1813	Tarnamérai Öreg-tarna híd (Gyöngyös-hevesi országúton)
- 1813	Detken a Bene patak felett átivelő híd
- 1813	Jászdózsa Holt-Tarna híd

### Épületek
- 1781	Kisujszállási Morgó csárda (mai Néprajzi Kiállítóterem)
- 1783	Gyöngyös volt jezsuita gimnázium épülete
- 1803	Debreceni Református Kollégium (építőmester volt)
- 1827	Jászkun Kerületek Székháza (átépítés)